# Rio Capivari (Paraná)
O rio Capivari é um curso de água que banha o estado do Paraná.
Este rio faz parte da bacia hidrográfica do rio Ribeira e se situa no Primeiro Planalto Paranaense. As águas deste rio são aproveitadas pela usina hidrelétrica Governador Parigot de Souza, também conhecida como Usina Capivari-Cachoeira, nome com o qual foi inaugurada em 1971. Para a operação desta hidrelétrica há a transposição de água da bacia do rio Capivari para o rio Cachoeira, passando por um grande túnel que atravessa a serra do mar, até a planície Litorânea do Paraná, no município de Antonina.